# Spilogona leptocerci
Spilogona leptocerci este o specie de muște din genul Spilogona, familia Muscidae, descrisă de Mou în anul 1985. Conform Catalogue of Life specia Spilogona leptocerci nu are subspecii cunoscute.